# 넘어서 논리
넘어서 논리(일본어: のりこえの論理 노리코에노론리[*])는 일본 신좌파 정파인 혁마르파의 정치사상이다. 혁마르파의 행동을 결정짓는 논리로서,
- 다른 정파의 전술과 이념을 비판(이론을 넘어서)하여,
- 당파투쟁에 승리하여 다른 당파를 혁명적으로 해체(조직을 넘어서)하여,
- 기존 가치관에 얽매이지 않는 새로운 노동운동과 대중운동을 전개(운동을 넘어서)한다는 소리다.

이 논리로 인해 혁마르파는 다른 신좌파 정파들과 공투할 수 없었으며, 오히려 격렬한 우치게바를 벌였다.

## 참고 자료
- 月刊「 治安フォーラム 」2009年5月号（ 立花書房 ）
- 立花隆「 中核ｖｓ革マル 」1983年（ 講談社 ）